# Szimmetria Fesztivál
Szimmetria Fesztivál 3 évente megrendezésre kerülő, nemzetközi részvétellel zajló tudományos és művészeti programsorozat. 
Célja a kapcsolatteremtés olyan tudósok és művészek között, akik munkájukban a szimmetria valamely formájával vagy annak hiányával, sérülésével foglalkoznak. A Fesztivál a szakembereken kívül bevonja érdeklődésébe a nagyközönséget is. Programjában tudományos konferencia, kiállítások, koncertek, performanszok szerepelnek.

## Előzményei
Az első Szimmetria Fesztivál 1989-ben volt Budapesten. Ezt követően Hirosimában, Washingtonban, Haifán, majd Moszkvában került megrendezésre. 2003 óta a triennálé központi helyszíne Budapest, amelyhez vidéki társrendezvények kapcsolódnak Győrben, Pécsett, Szentendrén és másutt.

## Szervezők
A Fesztivál fő szervezője a Szimmetrológia Alapítvány budapesti székhelyű nemzetközi intézete, a Symmetrion. Ennek tudományos és művészeti szakmai hátterét a Nemzetközi Szimmetria Egyesület biztosítja, és a művészeti programok szervezésében jelentős mértékben támaszkodik a Nemzetközi Mobil MADI Múzeum Alapítványra is.

## Program, 2009
A 2009-es Szimmetria Fesztivál 2009. július 31. - augusztus 5. között került megrendezésre. A tudományos programban a geometria, az orvostudomány, a technológia jeles képviselői vettek részt. A Nemzetközi Szimmetria Egyesület vezetőségéből alakított zsűri több mint 120 előadást fogadott el. A művészeti program helyszínei a B55 Galériában, a Gödör Klubban, a Fény Galériában és a szentendrei Művészetmalomban voltak.

## Támogatók
A Fesztivál támogatója a Magyar Tudományos Akadémia, fővédnöke Budapest főpolgármestere. A programok pénzügyi támogatója többek között a Nemzeti Kutatási és Technológiai Hivatal és a Nemzeti Kulturális Alapprogram.